# Jean Danet
Jean Danet (14 de janeiro de 1924 - 15 de outubro de 2001) foi um ator francês, ativista e gay teórico. Ele apareceu em 27 filmes entre 1942 e 1983.
Danet nasceu em Auray, Bretanha, França. Após a Segunda Guerra Mundial, ele começou a trabalhar no cinema. Ele fundou a Tréteaux de France em 1959. Participou do programa A lei do pudor com Michel Foucault, debatendo a reforma da idade de consentimento na França. Danet morreu em Paris.

## Biografia
Ele nasceu em uma família de marinheiros e padres. Começou a carreira na Marinha sem convicção e descobriu a sua vocação encenando, a pedido da casa de um marinheiro, uma peça intitulada Gardiens de Phare.
Em Paris, ele seguiu notavelmente os cursos dramáticos de Maurice Escande.
Ele desempenhou muitos papéis no teatro, cinema durante os anos cinquenta, bem como na televisão. Seu benefício mais popular é o papel de Phoebus ao lado de Gina Lollobrigida e Anthony Quinn no filme de Jean Delannoy, Notre-Dame de Paris, em 1956.
Mas seu nome ficará para sempre associado à criação de seu Tréteaux de France, com o qual contribuirá fortemente para a descentralização teatral.

## Filmografia
- Signé illisible (1942) Clément
- Journal d'un curé de campagne (1951) Olivier
- Deburau (1951) Armand Duval
- Capitaine Ardant (1951) Idjilla
- Mon curé chez les riches (1952) Le vicomte Pierre de Sableuse
- La Putain respectueuse (1952) Un client du night-club
- Deux de l'escadrille (1953)
- La nuit est à nous (1953) Alain Brécourt
- The Adventurer of Chad Alain de Blomette
- Si Versailles m'était conté (1954) Boufflers (sem créditos)
- Les révoltés de Lomanach (1954) de Varadec
- Napoléon (1955) (sem créditos) Le général Gourgaud
- Ça va barder (1955) Diego
- La rue des bouches peintes (1955) Jack Morgan
- Bel Ami (1955)
- Pasión en el mar (1956) Jorge
- La foire aux femmes (1956) Jean-Pierre
- Notre-Dame de Paris (1956) Phoebus de Chateaupers
- La garçonne (1957) Lucien Vigneret
- Si le roi savait ça (1958) Marcelino
- Le joueur (1958) Marquis des Grieux
- Vive Henri IV... vive l'amour! (1961) Concino Concini
- Dossier 1413 (1962) Gilles Cauvin
- Pour Vermeer (1973) Arsène
- Le double assassinat de la rue Morgue (1973) Le préfet
- Don Juan (1978) Dom Luis, le père de Don Juan
- Les trois mousquetaires ou L'escrime ne paie pas (1979) Richelieu
- Le grand carnaval (1983) Coronel Raoul de Vigny